# Tipula (Lunatipula) ampliata
Tipula (Lunatipula) ampliata is een tweevleugelige uit de familie langpootmuggen (Tipulidae). De soort komt voor in het Palearctisch gebied.